# Joseph Fafard
Pour les articles homonymes, voir Fafard.
Joseph Fafard est un sculpteur canadien-français né le 2 septembre 1942 à Sainte-Marthe en Saskatchewan et mort le 16 mars 2019 à Lumsden dans la même province canadienne.

## Biographie
Né à Sainte-Marthe en Saskatchewan en 1942, de Léopold Fafard et de Julienne Cantin, dont les familles remontent à plusieurs siècles au Canada. Joseph Fafard est un descendant de Jacques Goulet. Il a obtenu un B.S.A de l'Université du Manitoba en 1966 et un M.F.A. de la Pennsylvania State University en 1968. De 1968 à 1974, il a enseigné la sculpture à l'Université de la Saskatchewan, au Campus de Regina (aujourd'hui l'Université de Regina). Il a été conférencier invité à l'université de Californie à Davis en 1980 et 1981. Reconnu pour sa contribution exceptionnelle aux arts au Canada, il a été nommé officier de l'Ordre du Canada en 1981 et s'est vu décerner le prix Arts alliés de l'Institut d'architecture du Canada en 1987. Il a également reçu un diplôme honorifique de l'Université de Regina en 1989. .
Joseph Fafard a sculpté dans le plâtre, l'argile et la céramique au début de sa carrière, mais est passé au bronze comme support principal dans les années 1980. En 1985, il ouvre la fonderie Julienne Atelier à Pense, en Saskatchewan. Son art est fortement influencé par son environnement saskatchewanais et comprend des vaches, des chevaux et des cochons en bronze de taille réelle, ainsi que des portraits dont celui de Van Gogh.
Les œuvres de Fafard figuraient sur une série de timbres postaux émis par les Postes Canada en 2012. Le Musée des beaux-arts du Canada à Ottawa, a installé son coloré Running Horses (2007) en 2011 à côté de l'entrée de la promenade Sussex.
Le Musée des beaux-arts du Canada lui a consacré une exposition au début de 2008 et une de ses œuvres, Chevaux au galop, est installée devant le musée (l'original est entré dans les collections depuis 2017, une réplique plus solide, en aluminium revêtu de poudre, la remplace à l'extérieur pour toutes les saisons).
Ses œuvres font partie de nombreuses collections. En 1996, le Musée des beaux-arts de Montréal lui a consacré une grande exposition.

## Honneurs
- Prix Victor-Martyn-Lynch-Staunton (1985)
- Ordre du Canada, Officier (1981)
- Ordre du mérite, Saskatchewan (2002)

## Musées et collection publiques
- Art Gallery of Greater Victoria
- Art Gallery of Hamilton
- Burlington Art Centre
- Carleton University Art Gallery
- Glenbow Museum
- MacKenzie Art Gallery
- Moose Jaw Museum & Art Gallery
- Musée d'art contemporain des Laurentides
- Musée des beaux-arts de Montréal
- Musée des beaux-arts de Sherbrooke
- Musée des beaux-arts du Canada
- Museum London
- Saskatchewan Arts Board Permanent Collection
- Tom Thomson Memorial Art Gallery
- Vancouver Art Gallery
- Winnipeg Art Gallery

## Galerie

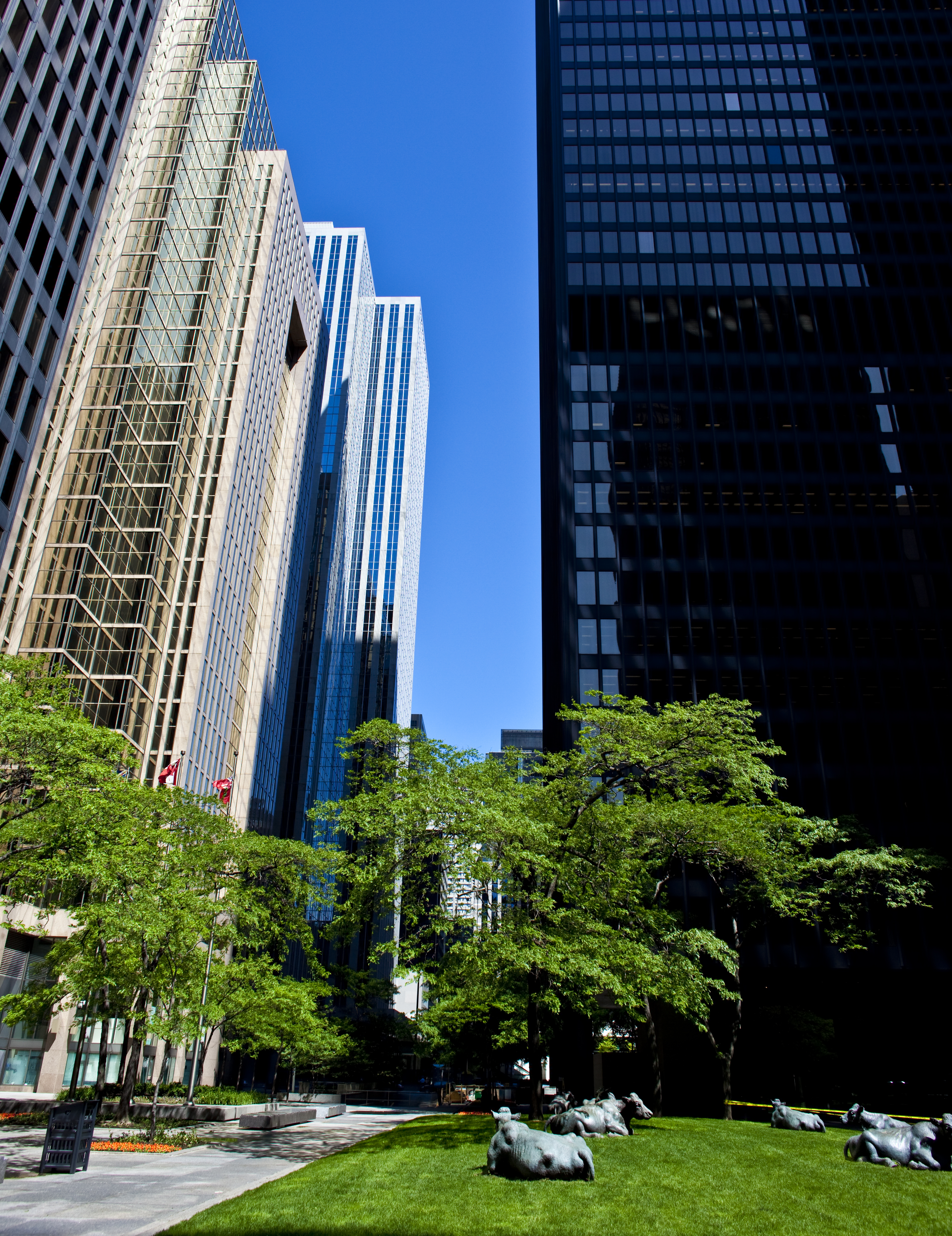
The Pasture (1985), Toronto Dominion Centre, Toronto (Ontario).
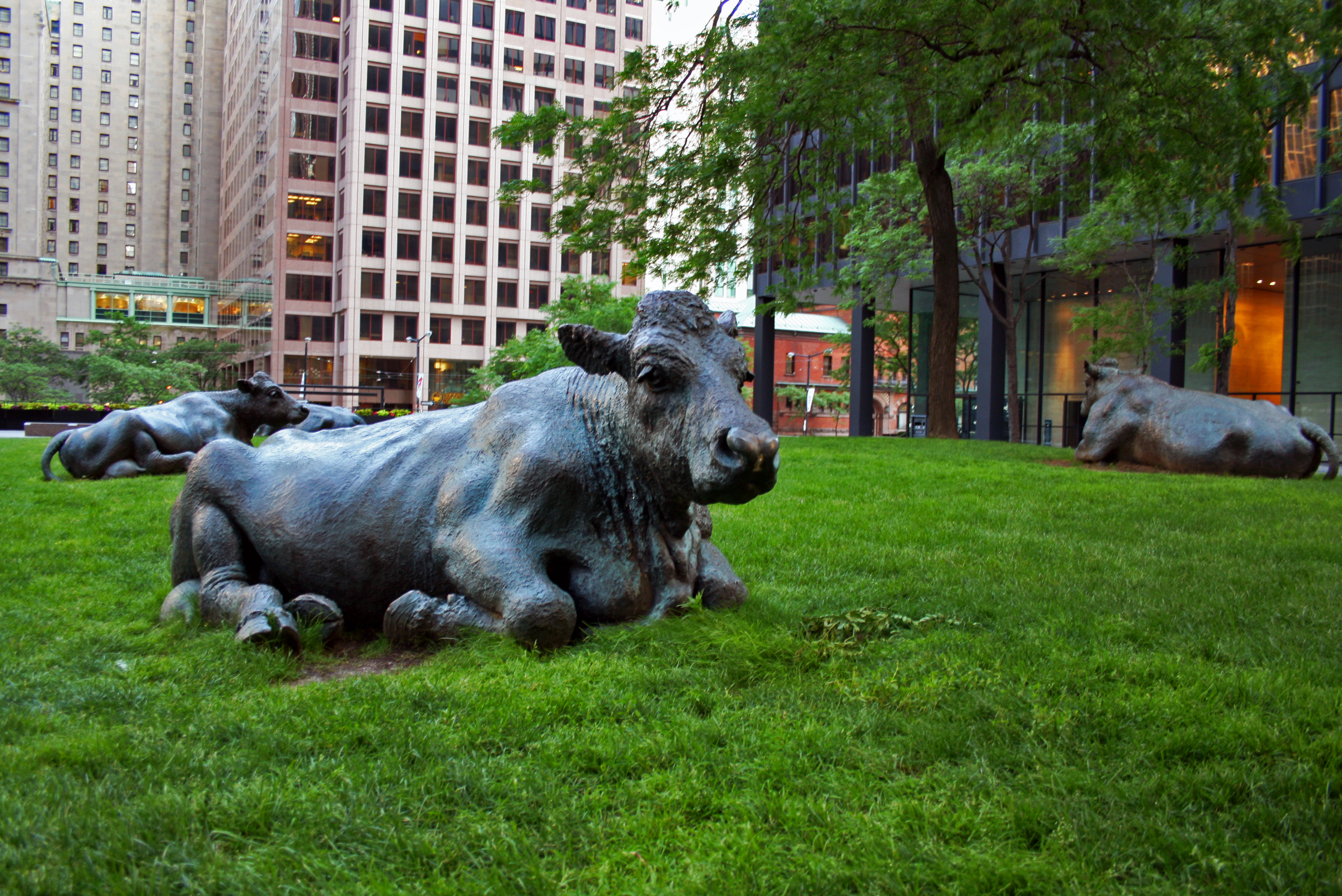
The Pasture (1985), Toronto Dominion Centre, Toronto (Ontario).
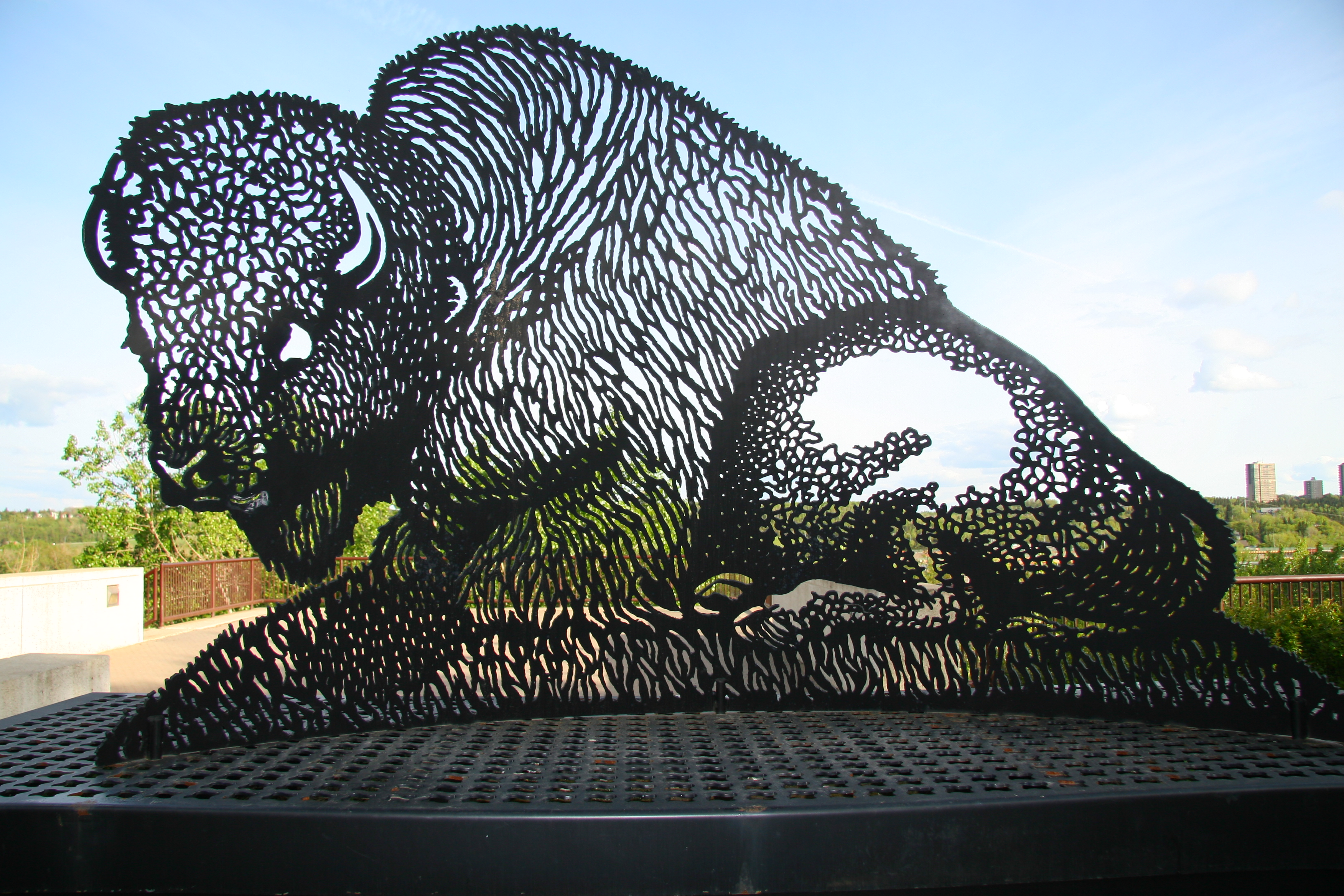
Paskwamostos, Edmonton (Alberta).
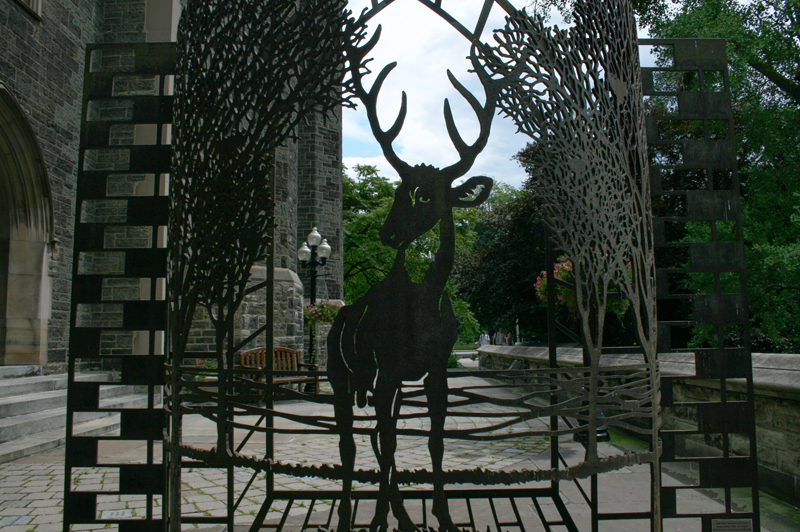
Nurture Nature (1993), Toronto (Ontario).
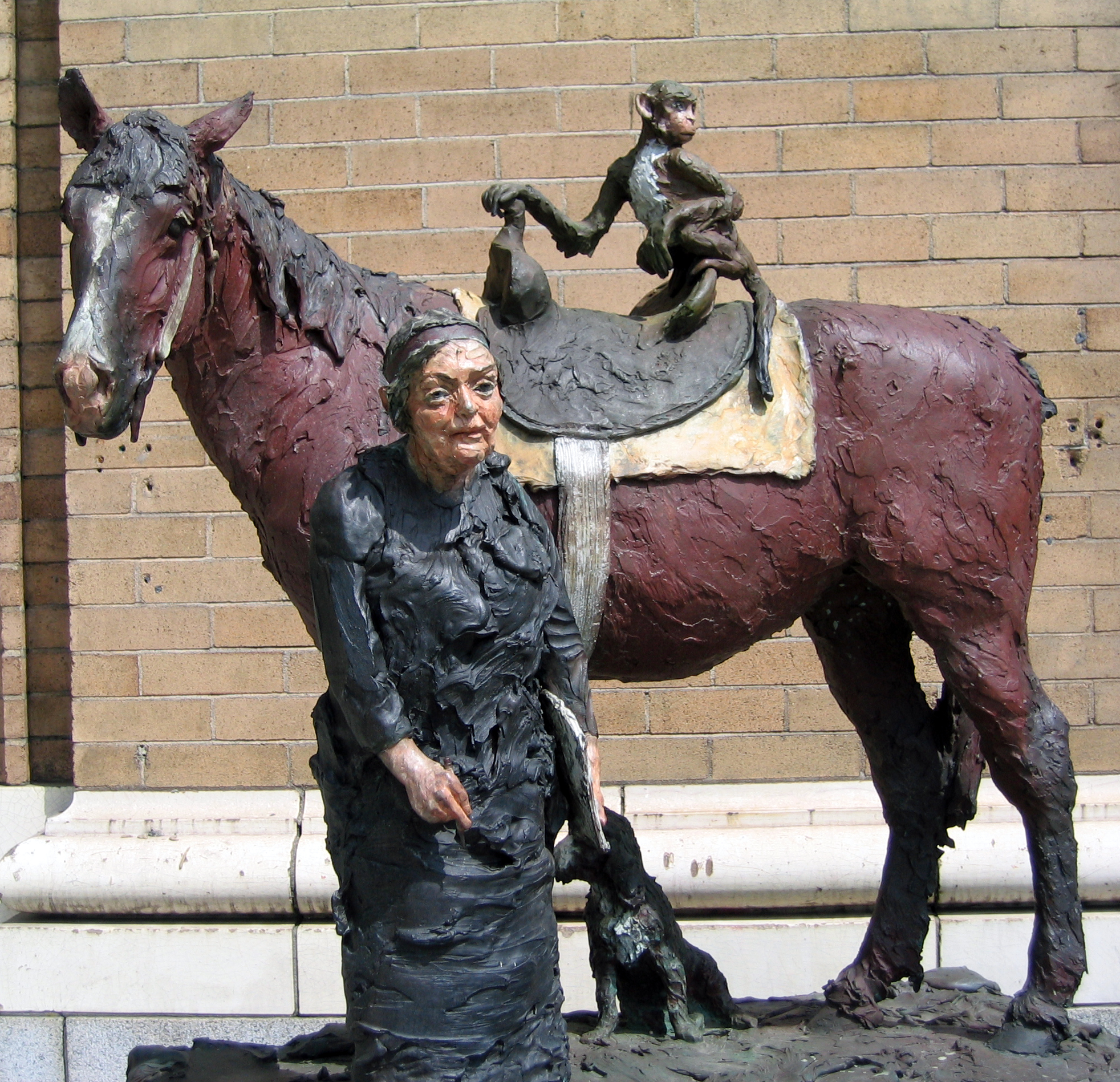
Emily Carr and friends.
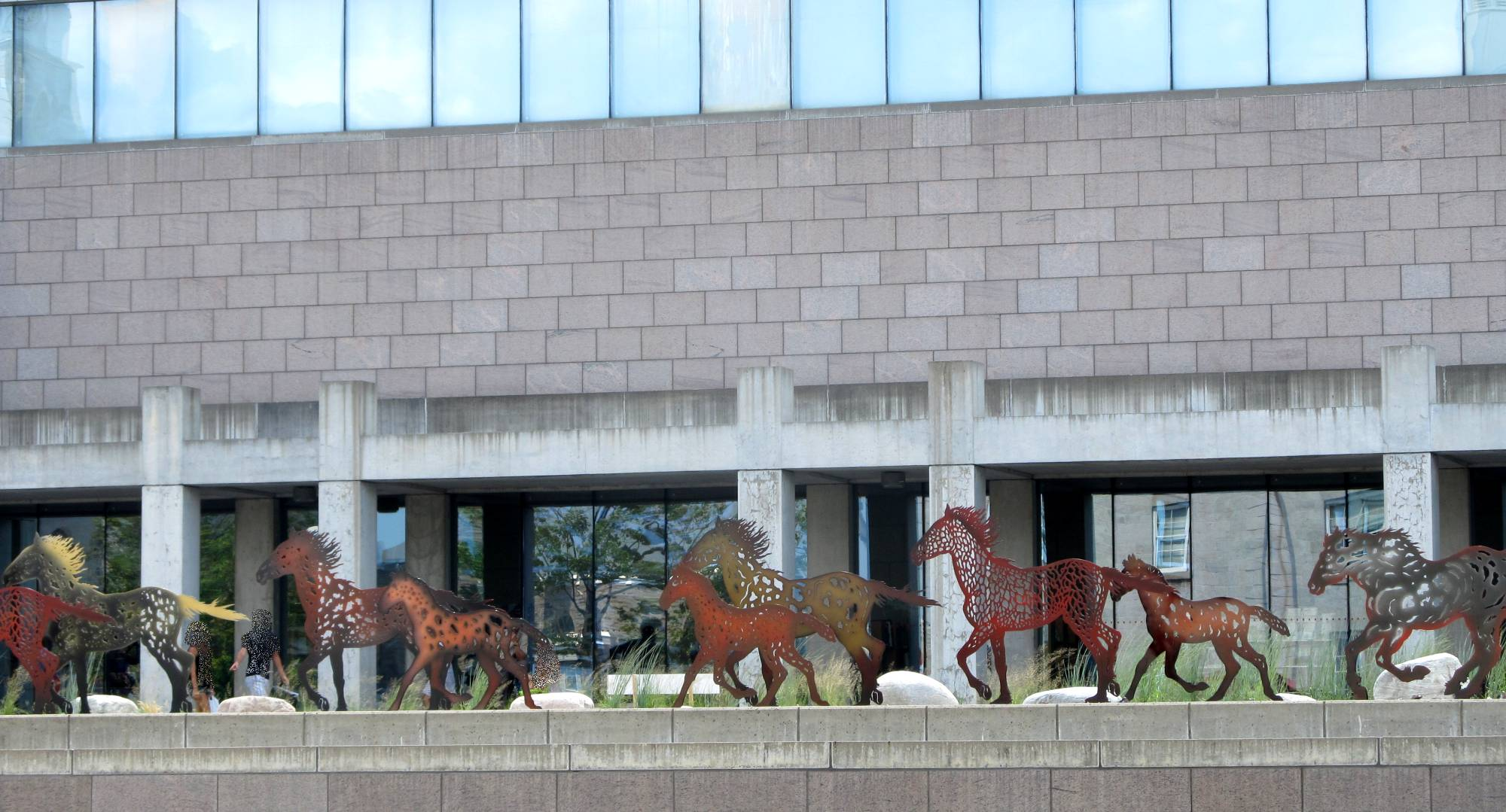
Running Horses au Musée des beaux-arts du Canada d'Ottawa (Ontario).
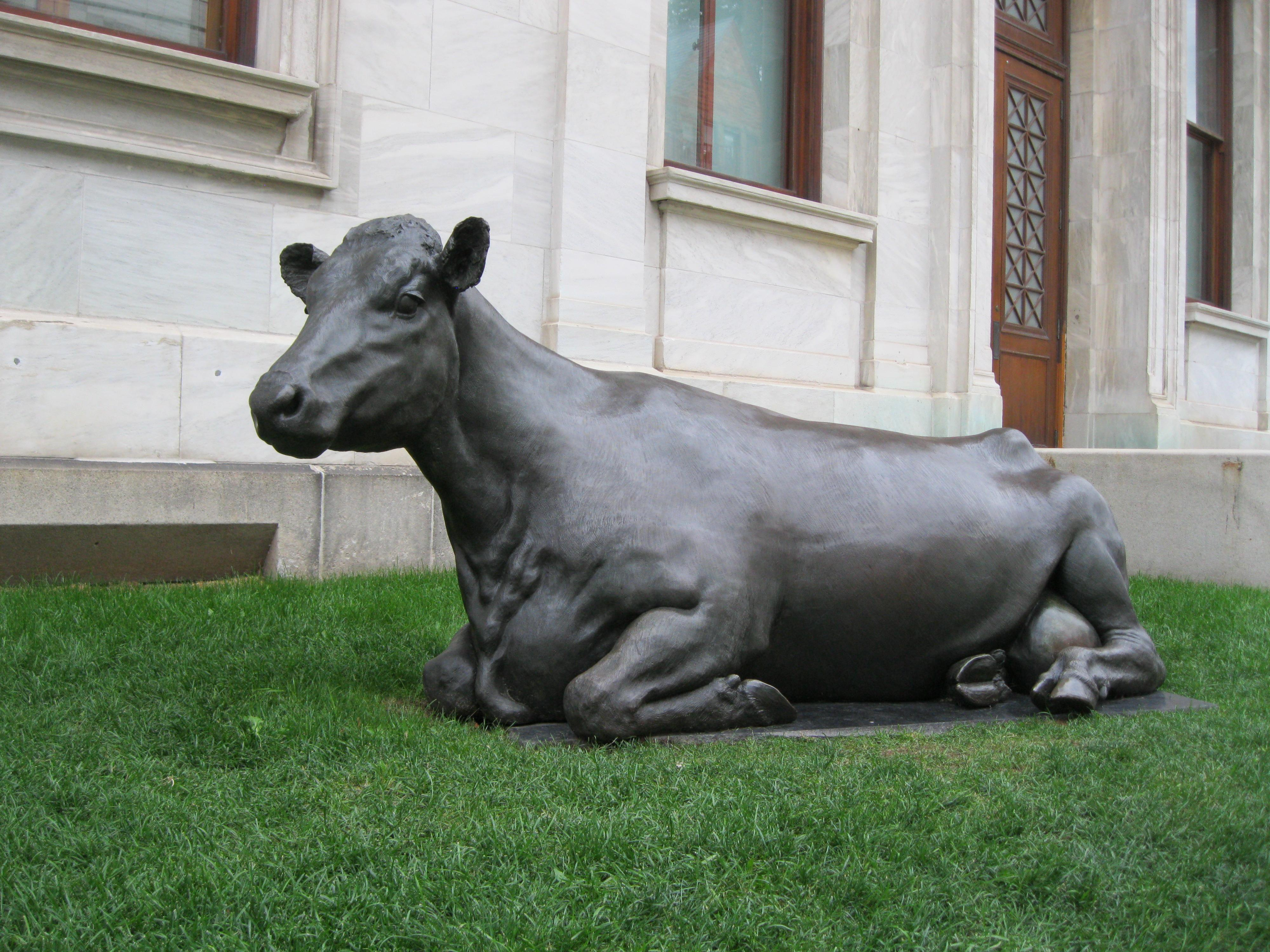
Claudia au Musée des beaux-arts du Canada d'Ottawa (Ontario).